# Nvidia 3D Vision
Nvidia 3D Vision — технология стереоскопического проецирования, разработанная компанией Nvidia. Является последующим развитием более ранней технологии «3D Stereo Driver».

## Технология
В технологии Nvidia 3D Vision используется затворный метод разделения изображений для левого и правого глаз. Изображения проецируются поочередно, а в активных очках смонтированы ЖК-затворы, которые синхронно с проектором поочередно закрываются, позволяя каждому глазу видеть только своё изображение. Сигнал синхронизации передаётся на очки посредством инфракрасного излучения или через провод USB (зависит от модели очков). Для получения 3D-изображения необходим монитор или проекторы, поддерживающий частоту 120 Гц, ПК с графическим процессором Nvidia GeForce и одна или несколько пар очков Nvidia 3D Vision.
Так как в настоящий момент не существует общепринятого программного стандарта для рендеринга стереопар, большинство приложений и игр сами по себе не способны обеспечить стереоэффект. Эту задачу берёт на себя драйвер видеокарты, способный перехватывать вызовы графического API и отрисовывать кадры сразу с двух точек зрения (вместо одной), соответствующих глазам наблюдателя. Однако некоторые игры (такие как обе части Trine, Metro 2033 и другие) были разработаны с учётом требований технологии, что исключает появление каких-либо визуальных артефактов, позволяет настраивать параметры эффекта (глубина изображения, расстояние между глазами и т. п.).

## Поддержка в играх
В 2008 году, после выхода Windows Vista, компания полностью переписала свой стерео-драйвер под новые требования операционной системы, убрав из него поддержку всех старых игр, созданных с использованием технологий OpenGL, DirectX 8 и младше. Таким образом, 3D Vision поддерживает только новые игры, вышедшие после 2002 года и использующие технологии DirectX. Стерео-режим в остальных случаях возможен только с использованием старого оборудования и программного обеспечения, выпущенных до 2008 года.

## Прекращение поддержки
3 марта 2019 Nvidia заявила о прекращении дальнейшей поддержки и развития 3DVision. Последний драйвер, который ещё содержит в себе данную технологию -  версии Win7x64 425.31 и Win10x64 425.31.